# اچ‌ام‌اس کنکورد (۱۹۱۶)
اچ‌ام‌اس کنکورد (۱۹۱۶) (به انگلیسی: HMS Concord (1916)) یک کشتی بود که طول آن ۴۴۶ فوت (۱۳۶ متر) بود. این کشتی در سال ۱۹۱۶ ساخته شد.